# Pikva
Pikva är en ort i Estland. Den ligger i Anija kommun och landskapet Harjumaa, i den centrala delen av landet, 40 km sydost om huvudstaden Tallinn. Pikva ligger 74 meter över havet och antalet invånare är 103.
Terrängen runt Pikva är mycket platt. Runt Pikva är det mycket glesbefolkat, med 5 invånare per kvadratkilometer. Närmaste större samhälle är Kehra, 6,9 km norr om Pikva. I omgivningarna runt Pikva växer i huvudsak blandskog.